# Vladimir Mažuranić
Vladimir Mažuranić (Károlyváros, 1845. október 16. – Zágráb, 1928. január 17.), horvát lexikográfus, író, jogász, történész, akadémikus, a Jugoszláv Tudományos és Művészeti Akadémia elnöke.

## Élete
Vladimir Mažuranić 1845-ben született Károlyvárosban. Apja Ivan Mažuranić horvát bán és költő (1814-1890), anyja Aleksandra, Dimitrija Demeter költő, drámaíró, színházi kritikus nővére volt. Lánya Ivana Brlić-Mažuranić (1874-1938) horvát írónő. A zágrábi Klasszikus Gimnáziumba járt, ahol 1862-ben végzett. Ezután jogot tanult előbb Bécsben, majd jogi tanulmányait 1866-ban Zágrábban fejezte be. Ezt követően bírósági hivatalnok volt, majd végrehajtóként és ügyvédként dolgozott. Később Károlyvárosban városbíróként, Ogulinban államügyészként és ismét Károlyvárosban alpolgármesterként működött. Bosznia-Hercegovina 1878-as osztrák-magyar megszállása után Filipović tábornok polgári biztosává nevezték ki azzal a feladattal, hogy újjászervezzék a közigazgatást és az igazságszolgáltatást, de hamarosan visszalépett, mert nem fogadták el a földtulajdon viszonyok rendezésére vonatkozó javaslatát. 1878-tól 1884-ig tanácsadó volt Bosznia megszállásának polgárjogi kérdéseiben, 1884-től 1898-ig a horvát-szlavón-dalmát kormány igazságügyi osztályának vezetője. 1898 és 1912 között a zágrábi báni tábla elnöke volt. 1912-ben vonult nyugállományba.
1910-ben a Jugoszláv Tudományos és Művészeti Akadémia (JAZU) rendes tagjává választották. 1918. május 16. és 1921. április 25. között a Jugoszláv Tudományos és Művészeti Akadémia elnöke volt. 1928-ban Zágrábban halt meg. 1928. január 21-én temették el a Mirogoj temetőben, a Mažuranić család sírboltjában.

## Munkássága
Ő készítette el a földközösségek szabályozásáról szóló 1894. április 25-iki törvény alapját, magyarázatát és tervezetét a végrehajtási rendelettel. Felismerve a jogi terminológia rendezetlenségét és elégtelenségét a bírói és közigazgatási gyakorlatban, „A horvát jogi terminológia szótáráról” című programcikkben (1902) írt egy horvát jogtörténeti szótár szükségességéről. Szisztematikusan dolgozta fel a horvát jogtörténeti emlékeket, mint kiindulópontot a hivatalos horvát nyelvhasználat folytonosságának és a jogi terminológia fejlődésének bemutatásához, valamint az évszázados társadalmi körülmények kutatásához. „Hozzászólások a Horvát Jogtörténeti Szótárhoz” (1908) című műve a horvát jogi örökség összegyűjtésével és népszerűsítésével kapcsolatos úttörő munkájának összefoglalása. A zágrábi filológiai iskola híveként, szembeszállt azzal a nézettel, mely a horvát jogi régiségnek megfelelő új kifejezések bevezetését javasolta. A rendkívül gazdag lexikális szókincsbe a jogi, közgazdasági, szociológiai, néprajzi és kultúrtörténeti szakkifejezéseket is belefoglalta, de a pozitív fogadtatás ellenére teljes tudományos elismerése a mai napig hiányzik.

## Művei
- Grof Ivan: színjáték öt felvonásban, Zagreb, 1883.
- O rječniku pravnoga nazivlja hrvatskoga, Zagreb, 1902.
- Prinosi za hrvatski pravno-povjestni rječnik, 1-10, Zagreb, 1908. – 1922. (új kiadás: Informator, Zagreb, 1975. 2 sv.)
- Hrvatski pravno-povjestni izvori i naša liepa književnost, P. o.: Ljetopisa Jugoslavenske akademije za god. 1911.; sv. 26., Zagreb, 1912.
- O "Ligi naroda", P. o.: Ljetopis Jugoslavenske akademije znanosti i umjetnosti; sv. 34., god. 1919., Zagreb, 1920.
- Dodatci uz prinose za hrvatski pravno-povjestni rječnik, Zagreb, 1923.
- Izvori dubrovačkoga historika Jakova Lukarevića, Zagreb, 1924.
- Melek "Jaša Dubrovčanin" u Indiji god. 1480. – 1528. i njegovi prethodnici u Islamu prije deset stoljeća, Zagreb, 1925.
- Pozdrav bratski sa našega Jadrana, Lavov, 1925.
- Gebalim, Zagreb, 1927.
- Suedslaven im Dienste des Islams (vom X. bis ins XVI. Jahrhundert): ein Forschungsbericht aus Kroatisch erschienenen Studien des..., Zagreb – Leipzig, 1928.
- "Civitatensis" i "Urbicus", P.o.: Sveslavenski zbornik, Zagreb, 1931.

## Díjak és kitüntetések
- 1883: A Dušan Kotur Alapítvány díja az Iván gróf: színjáték öt felvonásban című művéért
- 1925-ben a Zágrábi Egyetemen tiszteletbeli jogi doktori címet kapott.
- Tiszteletbeli tagja volt a Lengyel Tudományos Akadémiának, a Cseh Tudományos Akadémiának és az ukrajnai Lviv-i Tudományos Társaságnak.

## Fordítás
Ez a szócikk részben vagy egészben  a   Vladimir Mažuranić című horvát Wikipédia-szócikk ezen változatának fordításán alapul.  Az eredeti cikk szerkesztőit annak laptörténete sorolja fel. Ez a jelzés csupán a megfogalmazás eredetét és a szerzői jogokat jelzi, nem szolgál a cikkben szereplő információk forrásmegjelöléseként.